# Bloedbad van Ascq

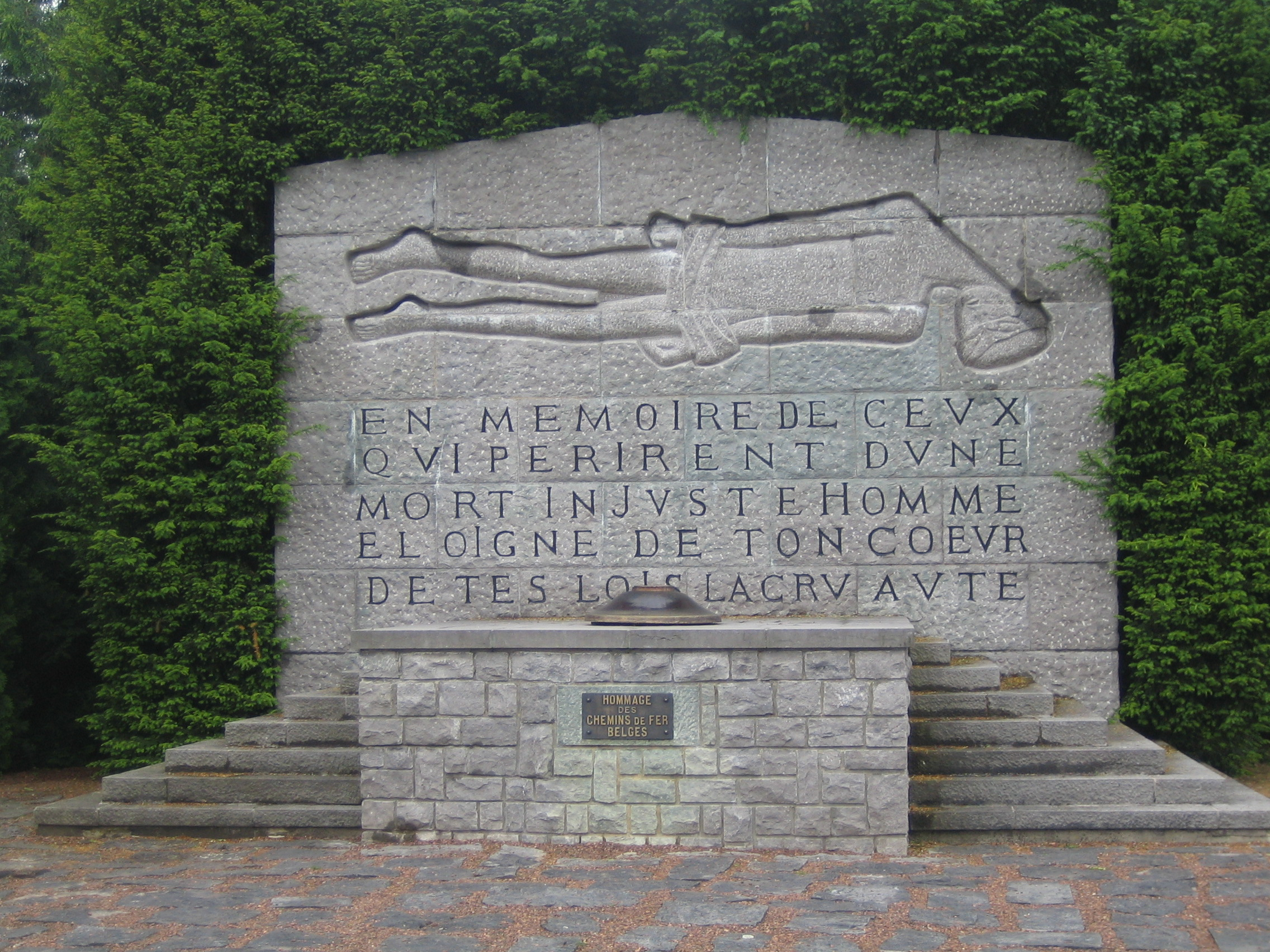
Gedenkteken van het bloedbad

Het Bloedbad van Ascq vond plaats op 1 april 1944, tijdens de Tweede Wereldoorlog in de Franse plaats Ascq. Het dorp werd die dag door het 12. SS-Panzer-Division Hitlerjugend overvallen. Bij deze overval werden 86 mensen vermoord.
Tijdens de Tweede Wereldoorlog passeerden talrijke Duitse treinen via het station Ascq, gelegen tussen Rijsel en de Belgische grens. In de nacht van 1 april 1944 was er een sabotage tegen een Duitse goederentrein. Het geplaatste explosief deed een trein vol jonge SS'ers ontsporen, maar maakte geen gewonden. Om wraak te nemen werden 86 mannen uit het dorp willekeurig vermoord door de nazi's. 
De gebeurtenis versterkte de vijandigheid ten opzichte van de Duitse bezetter. In Rijsel staakten 60.000 werknemers na het bloedbad – een van de grootste stakingen in Frankrijk tijdens de Duitse bezetting – en een menigte van zo'n 20.000 mensen woonde de begrafenis bij in het dorp. Dit gaf geen aanleiding tot verdere represailles, maar op 7 juni werden zes verzetslieden uit Ascq aangehouden en gefusilleerd.
Na de oorlog zijn de daders opgespoord en berecht. De rechtbank van Rijsel sprak in augustus 1949 acht doodstraffen uit, onder meer tegen konvooicommandant Walter Hauck, maar de uitvoering werd uitgesteld tot er in 1955 een presidentieel gratie kwam. De veroordeelden kwamen in 1957 vrij.
De slachtoffers worden jaarlijks met veel zorg herdacht op een plechtigheid die is bijgewoond door Charles de Gaulle, Vincent Auriol, François Mitterrand en Pierre Mauroy.